# Classic (album d'Eric B. and Rakim)
Pour les articles homonymes, voir Classic.
Albums de Eric B. and Rakim
The Best of Eric B. and Rakim
(2001) Gold
(2005)
Classic est une compilation d'Eric B. & Rakim, sortie le 22 avril 2003.

## Liste des titres
| No  | Titre                        | Durée |
| --- | ---------------------------- | ----- |
| 1.  | Follow the Leader            | 5:32  |
| 2.  | Lyrics of Fury               | 4:15  |
| 3.  | Microphone Friend            | 5:15  |
| 4.  | Let the Rhythm Hit 'Em       | 5:28  |
| 5.  | In the Ghetto (Extended Mix) | 6:13  |
| 6.  | The Punisher                 | 4:07  |
| 7.  | Know the Ledge               | 3:59  |
| 8.  | I Know You Got Soul          | 4:44  |
| 9.  | Eric B Is the President      | 6:20  |
| 10. | I Ain't No Joke              | 3:52  |
| 11. | Paid in Full                 | 3:50  |
| 12. | It's Been a Long Time        | 3:58  |
| 13. | Real Shit                    | 4:21  |
| 14. | Flow Forever                 | 4:13  |
| 15. | I Know                       | 4:09  |